# 太山寺 (松山市)
太山寺（たいさんじ）は、愛媛県松山市にある真言宗智山派の寺院。瀧雲山（りゅううんざん）、護持院（ごじいん）と号す。本尊は十一面観世音菩薩。四国八十八箇所第五十二番札所。伊予十三仏霊場の第3番札所。
- 本尊真言：おん まか きゃろにきゃ そわか
- ご詠歌：太山へのぼれば汗のいでけれど　後の世思へば何の苦もなし
- 納経印：当寺本尊、奥之院経ヶ森

## 歴史
太山寺の草創については、以下のような「一夜建立の御堂」伝説が伝えられている。飛鳥時代の用明2年（586年）、豊後国臼杵の真野の長者という者が難波に船で向かう途中、高浜の沖で大嵐に遭遇した。長者が平素から信仰する観音に念じると山頂から光が差し嵐が静まり無事着岸した。その光の差した頂上に行ってみると一寸八分の十一面観音を祀った小さな草堂（現在の奥の院）があった。長者は感謝し一宇建立の大願を起する。早速、豊後に引き返し工匠を集め木組みを整え、1日で高浜の港に着き夜を徹して、一夜にして建立したということである。
その後、天平11年（739年）聖武天皇の勅願により行基によって本尊の十一面観音が安置され、孝謙天皇（聖武天皇の娘）が天平勝宝元年（749年）に十一面観音を勅納し七堂伽藍を現在の地に整えたと伝えられている。なお、現本尊像（重要文化財）は平安時代後期の作である。また、本堂の奥中央の厨子内に安置される十一面観音像（文化財指定なし）が孝謙天皇奉納像であると伝える。
現存の本堂（国宝）は三代目で嘉元3年（1305年）伊予国守護河野氏によって再建され、近世には松山城主加藤氏の庇護を受けて栄えた。

## 境内
門は4つあり、一の門から本堂までは0.8 kmある。ここでは、一の門より順次表記する。

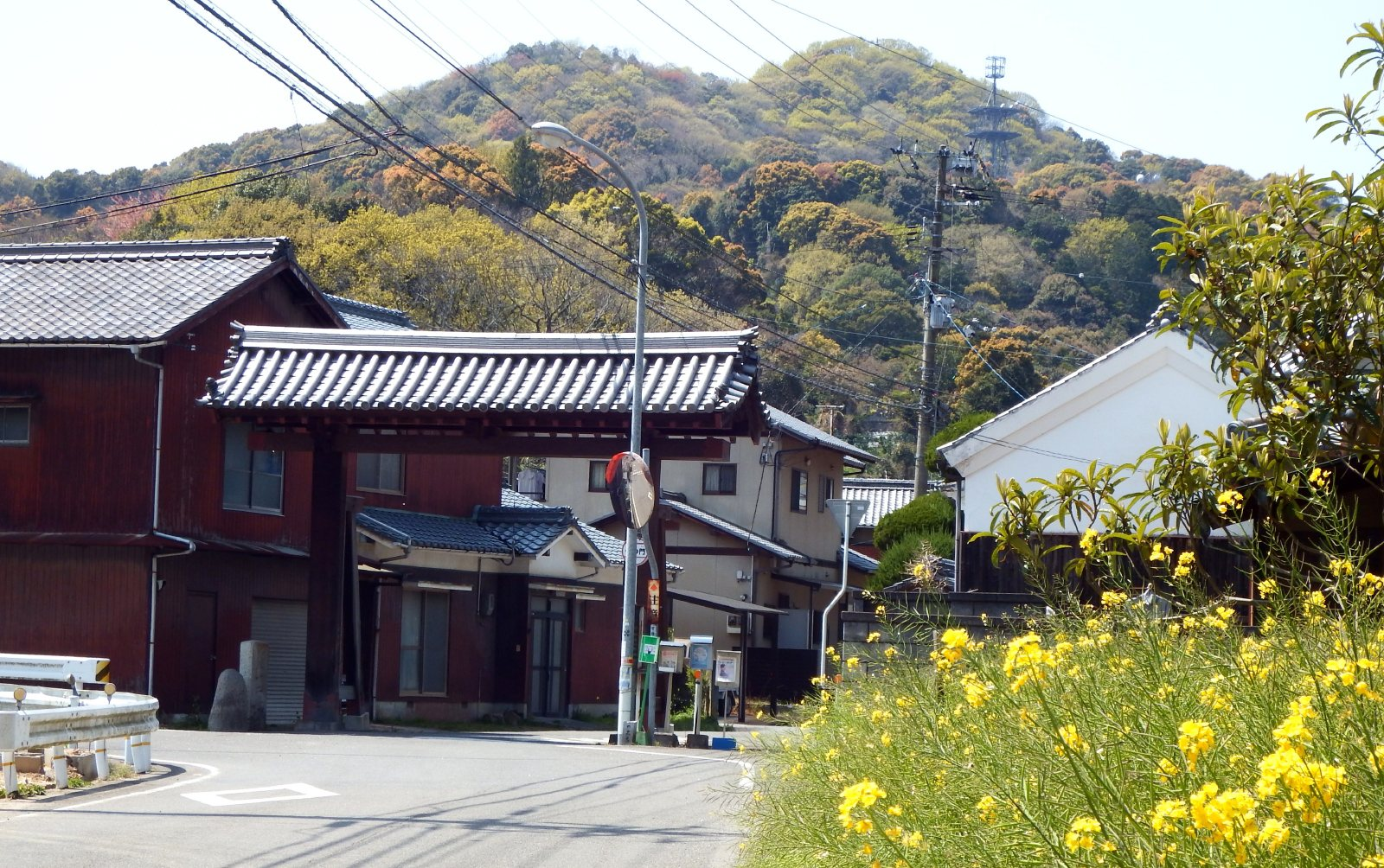
一の門と背後に経ヶ森山頂

- 一の門 - 冠木門に切妻屋根を架けた簡素な門。1955年再建

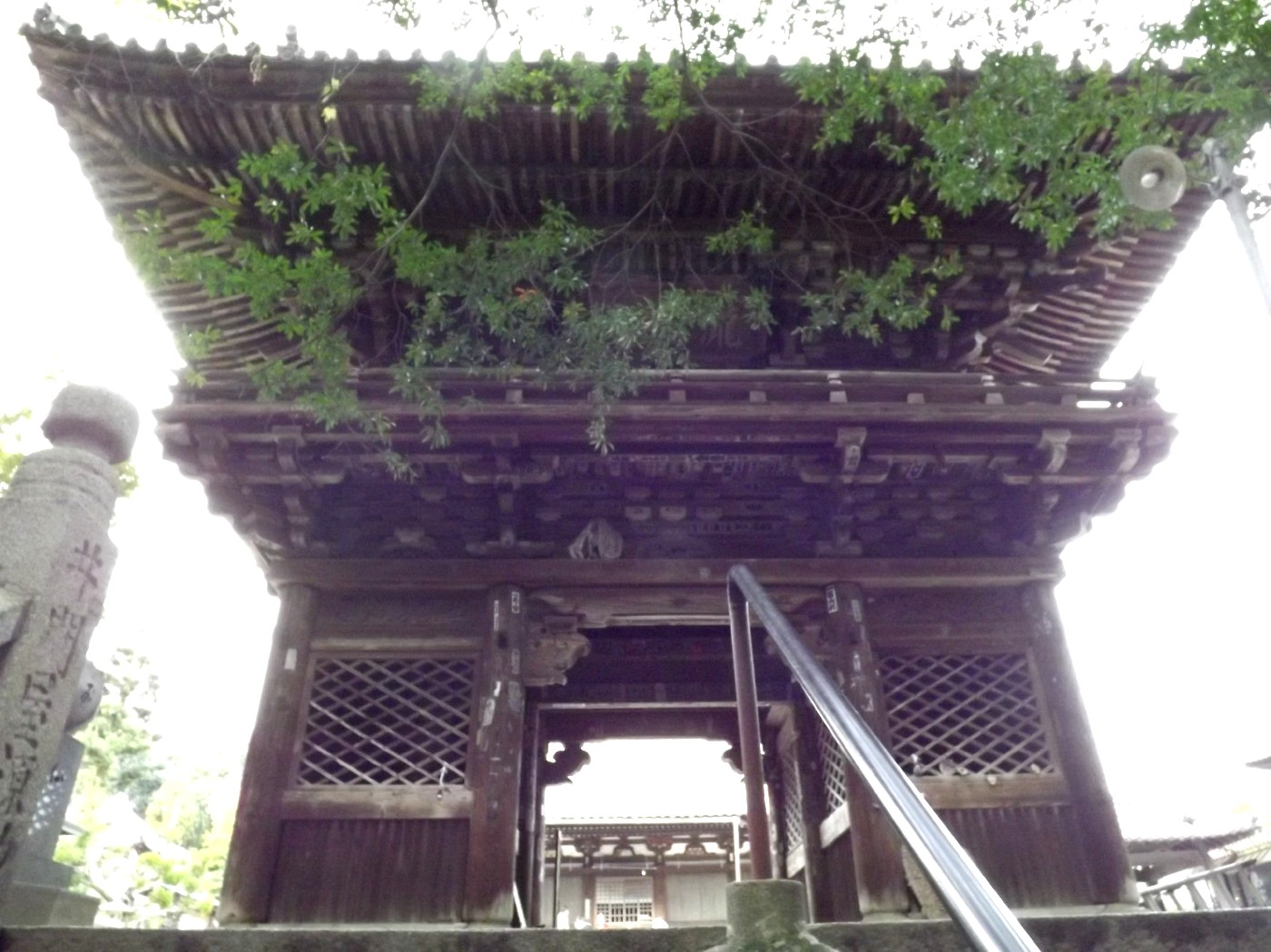
二の門（二王門）【重要文化財】 - 仁王像安置、入母屋造八脚門、1305年再建
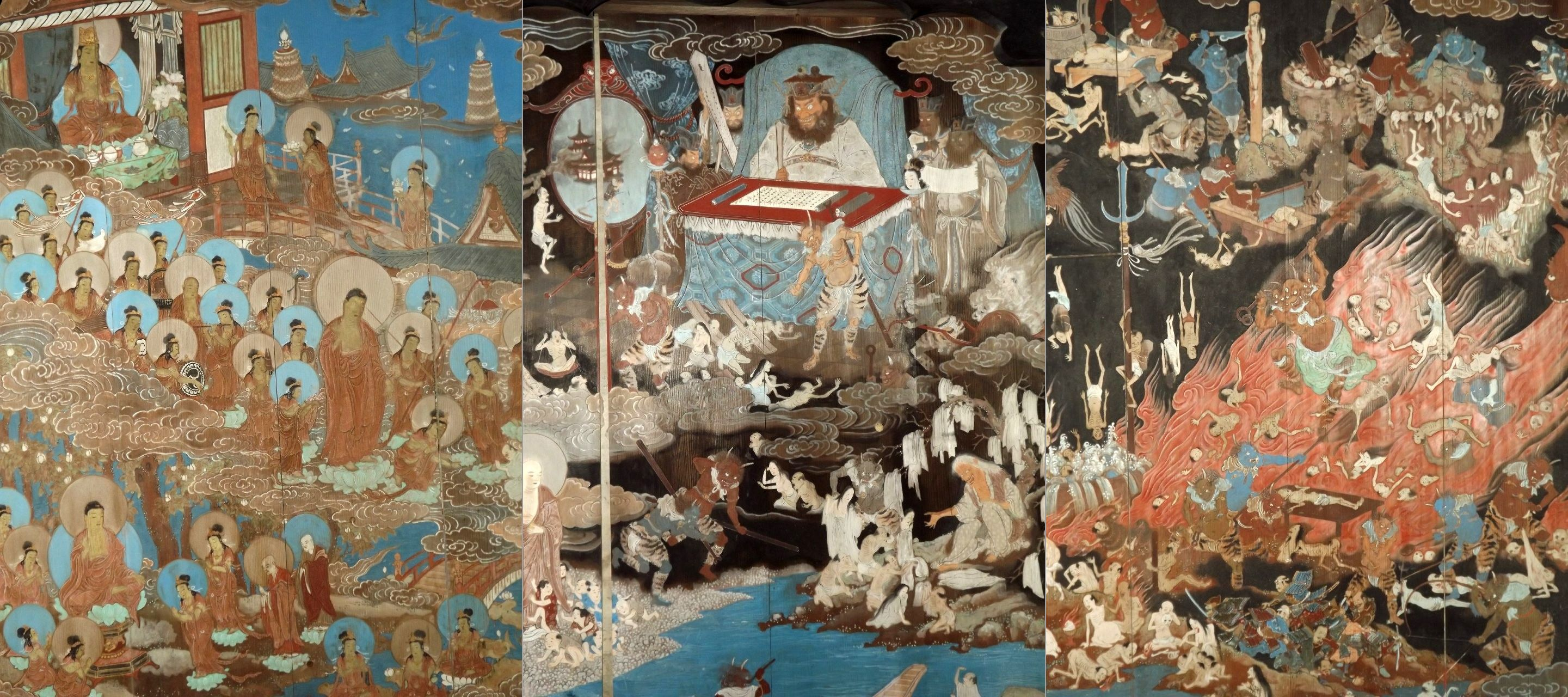
鐘楼堂の絵
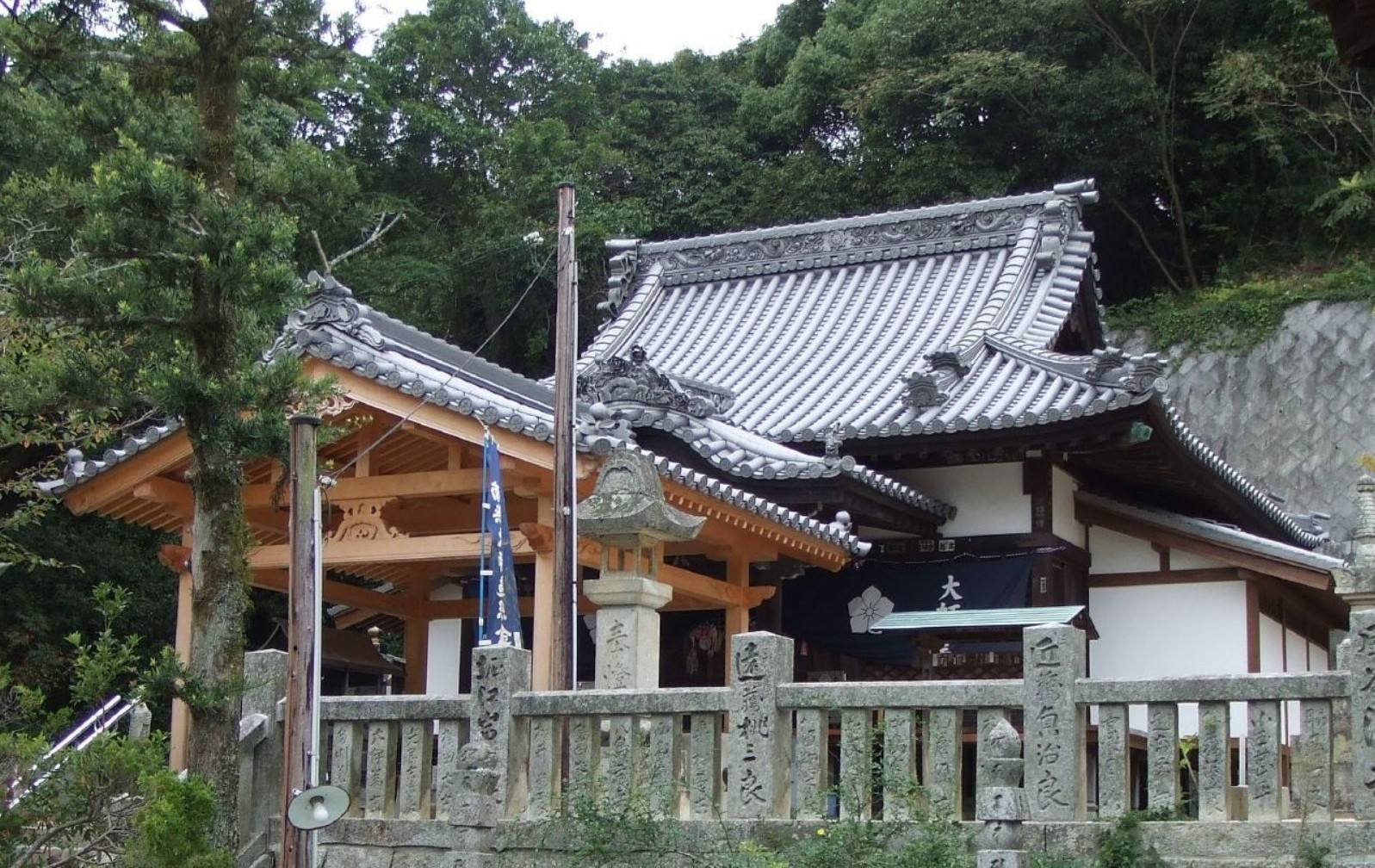
大師堂
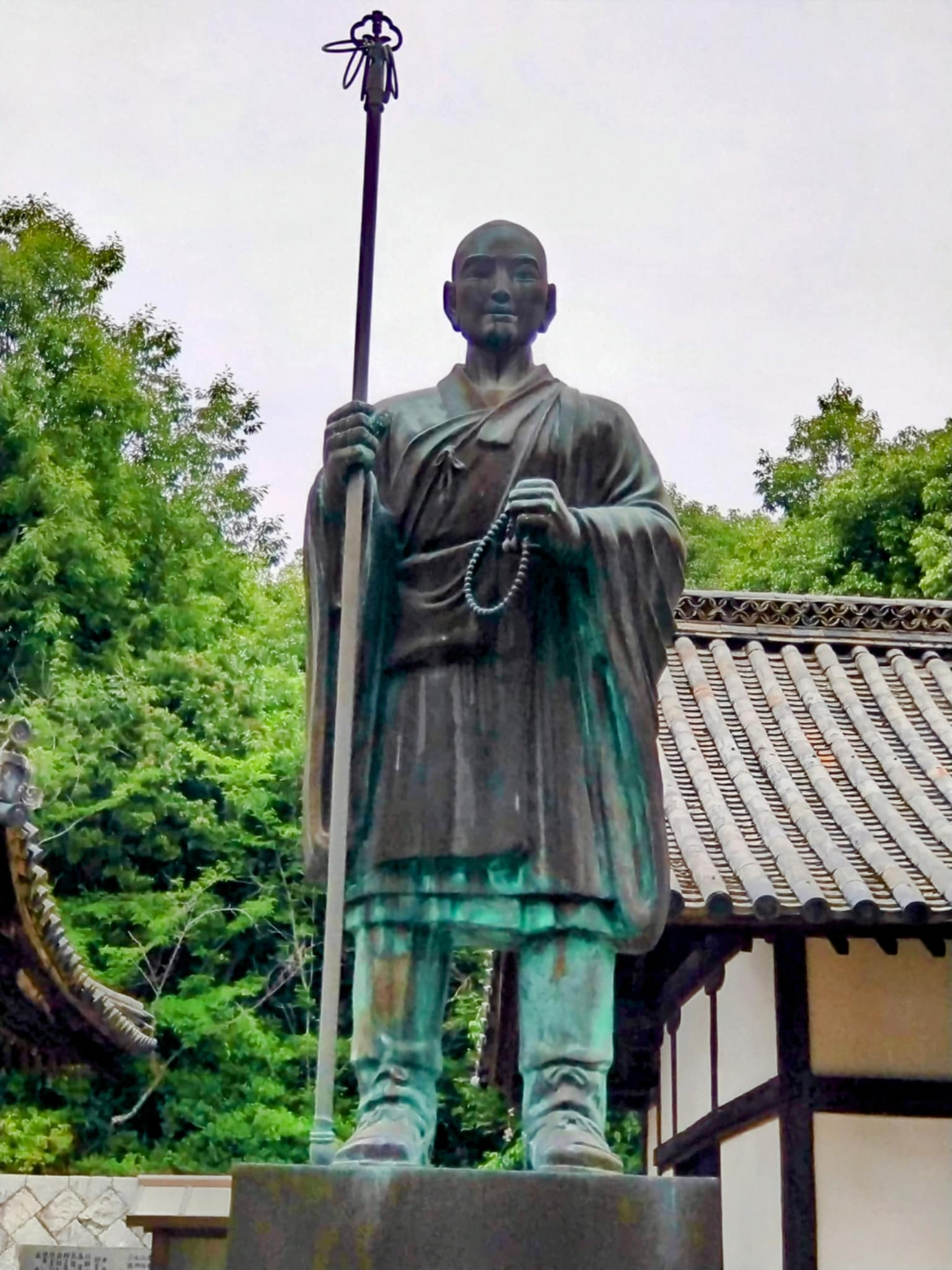
青年大師像
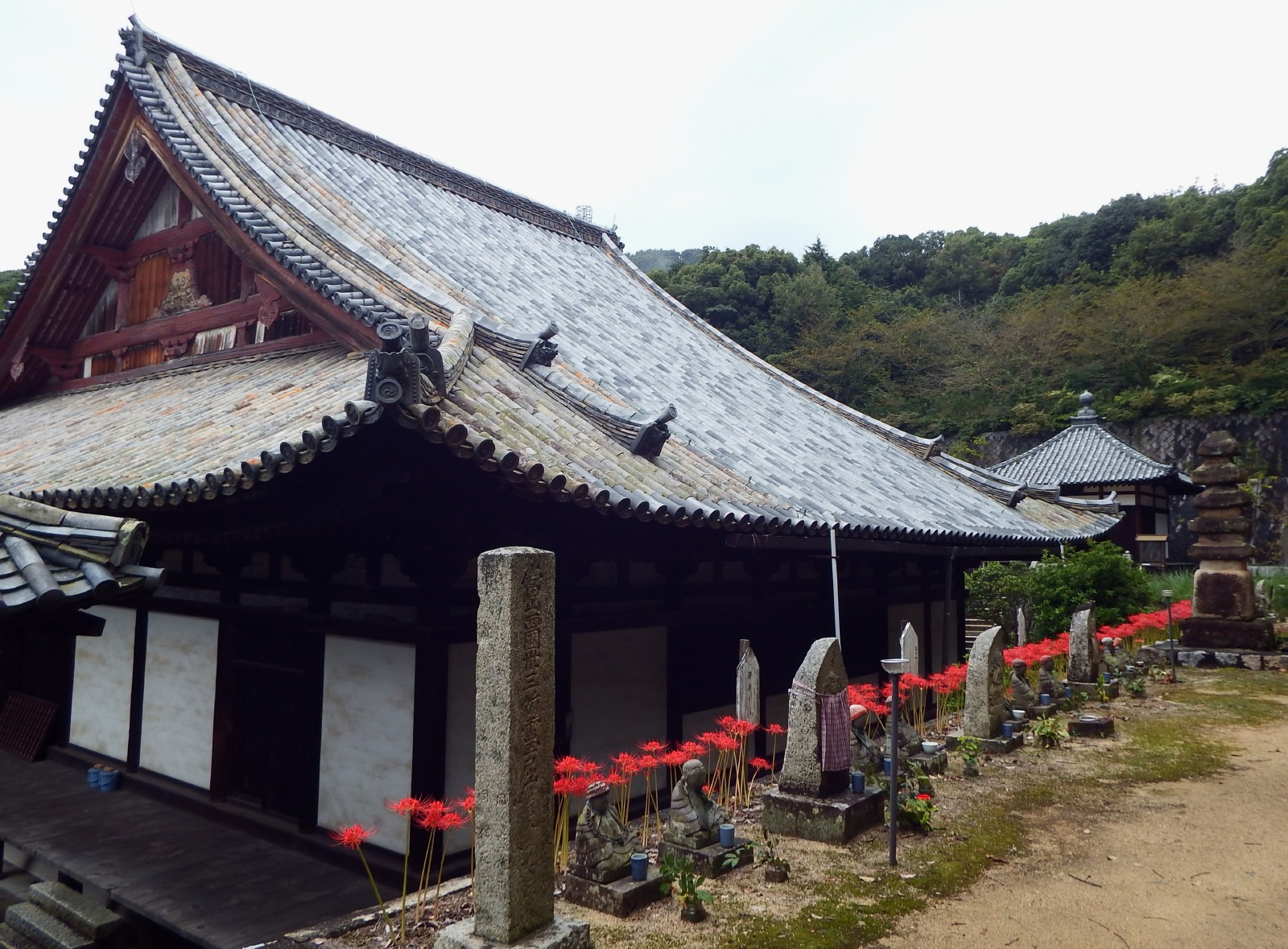
西国丗三所の写し
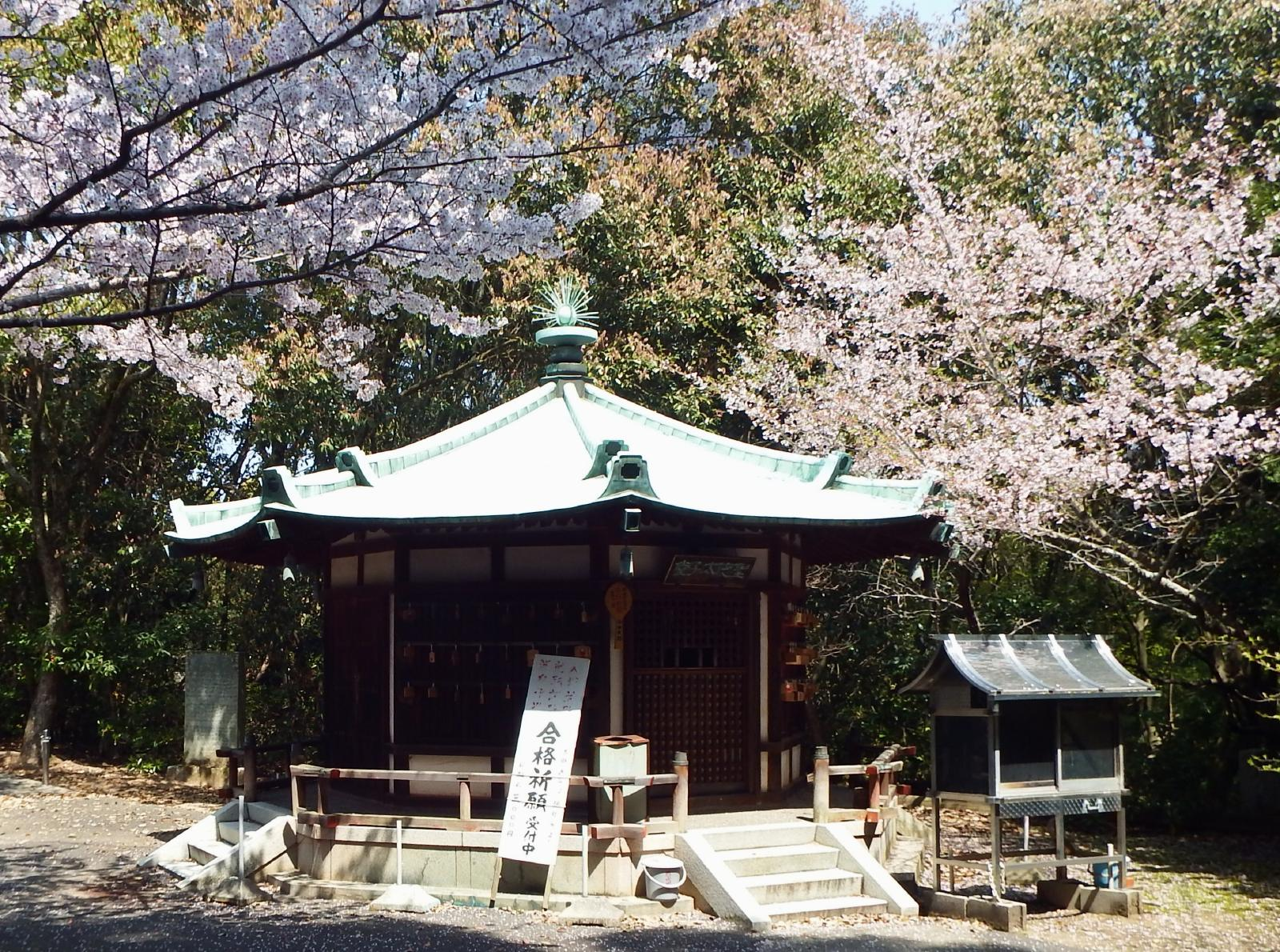
句碑詩碑：小原六六庵「法燈未絶太山寺,下人皆愛至誠歳回正氣旺洋矣何處雛〇喔,聲」、種田山頭火「もりもりあかる雲へあゆむ」が参道右に、さらに進んだ右側に柳原極堂「木の屑を焚いて佛師や秋の雨」が、村上杏史「道ゆづる人を拝ミ天秋遍路」と徳永山冬子「月の虫や月乃照らざる側も虫」が左にある。
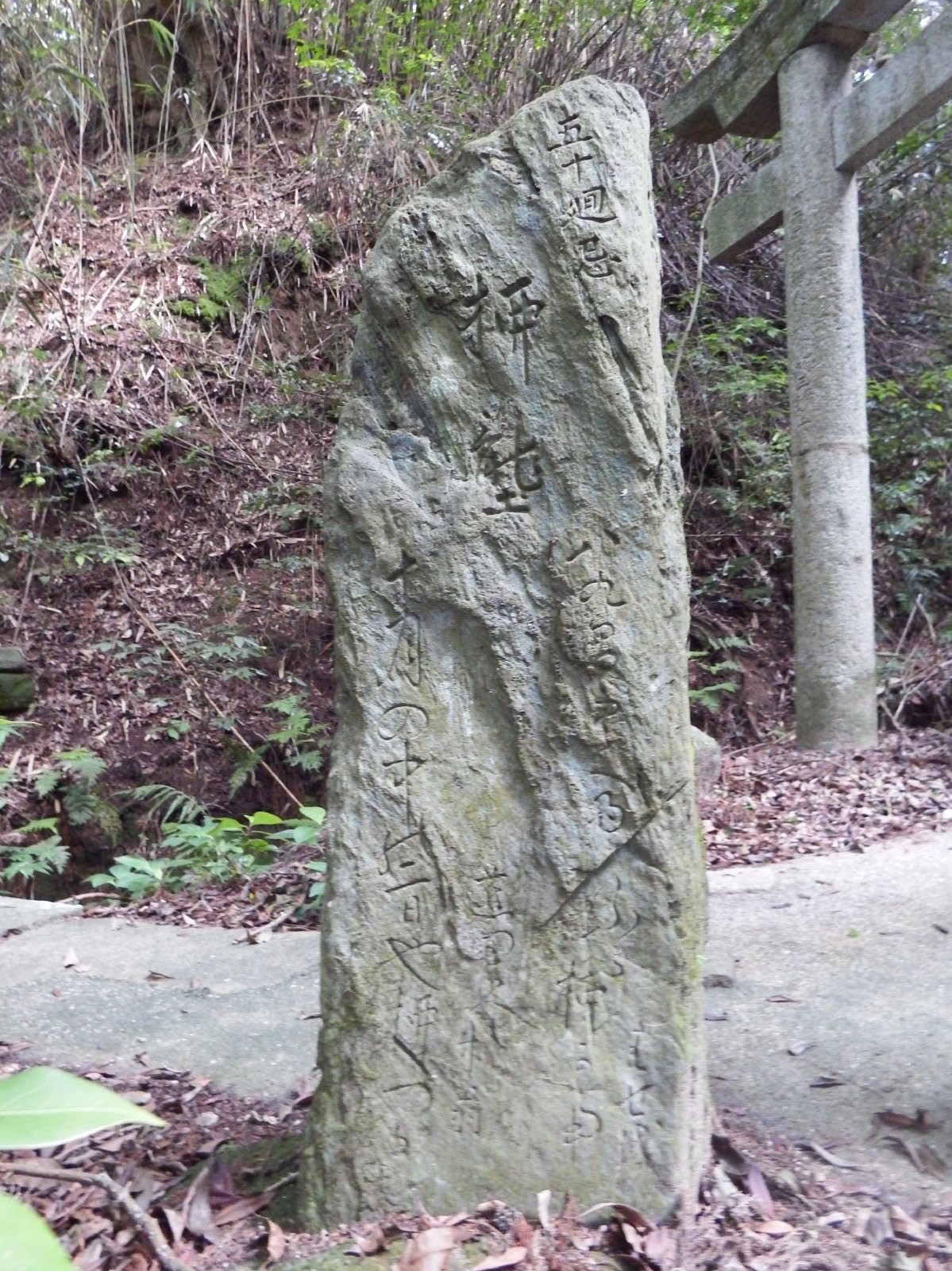
芭蕉の柳壟

- 立礼茶室 光津庵 - 毎月17日に茶会がある。
- 大駐車場(バスはここまで、トイレあり。）

（本坊エリア）
- 一畑薬師堂（祠）

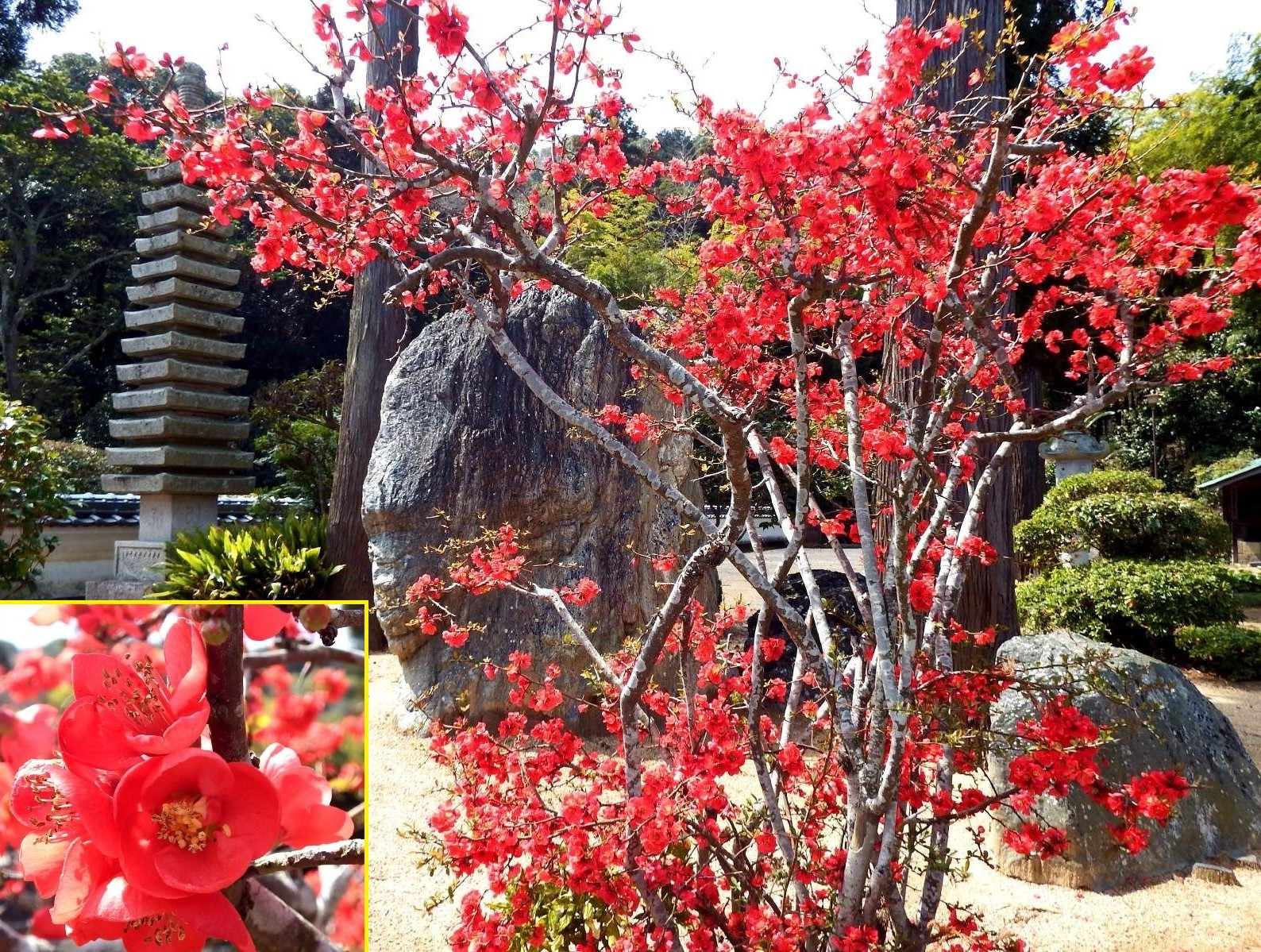
ボケ（木瓜）の花

- 句碑：松根東洋城「春雨や王朝能詩タ今昔」が上記堂の右上に。
- 本坊への中門
- 本坊・客殿・不動堂・庫裡・納経所
- 松山新四国霊場51番の祠
- 中駐車場（普通車以下）
- 句碑：子規「菎蒻につゝじの名あれ太山寺」が参道左に。

（参道奥エリア）
- 小駐車場（普通車以下）

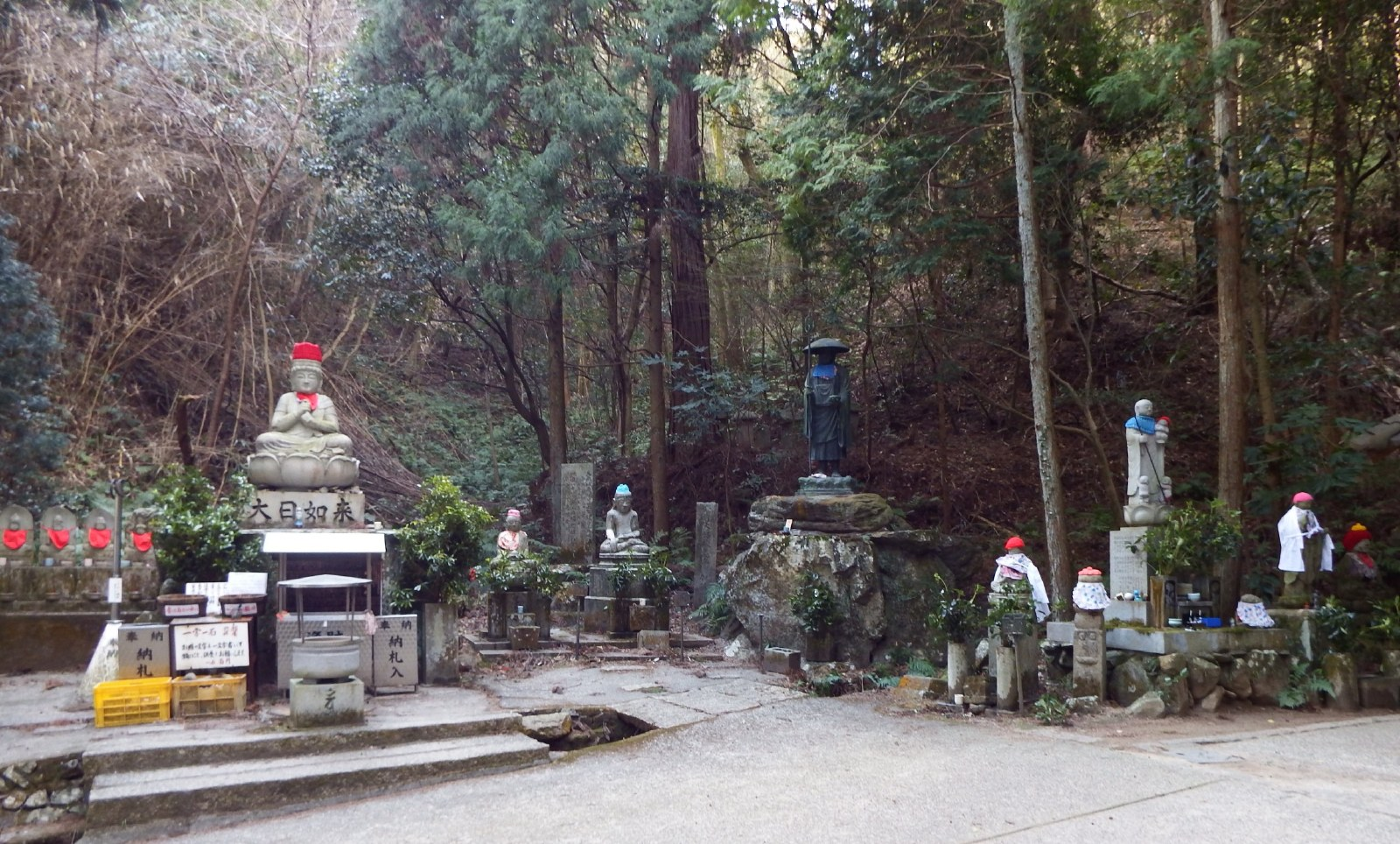
参道奥の石仏群

- 地蔵堂（石像） - 「ひきさき地蔵」力自慢の二人の男に惚れられ引き裂かれ死んだ峠の茶屋の娘を祀り、峠から移された。
- 大日如来石像
- 修行大師像・大師石像など十数体の石仏
- 水掛地蔵・水向け観音
- 子安観音堂（石像） - 最奥
- 句碑：芭蕉50回忌の1743年 (寛保3年) に建てられた県下最古の柳壟で、松尾芭蕉「八九間空へ雨ふる柳かな」蕉門老人竹翁「十月の中の二日や柳つか」が同じ石に刻まれていて、このエリア手前にある

（伽藍エリア）

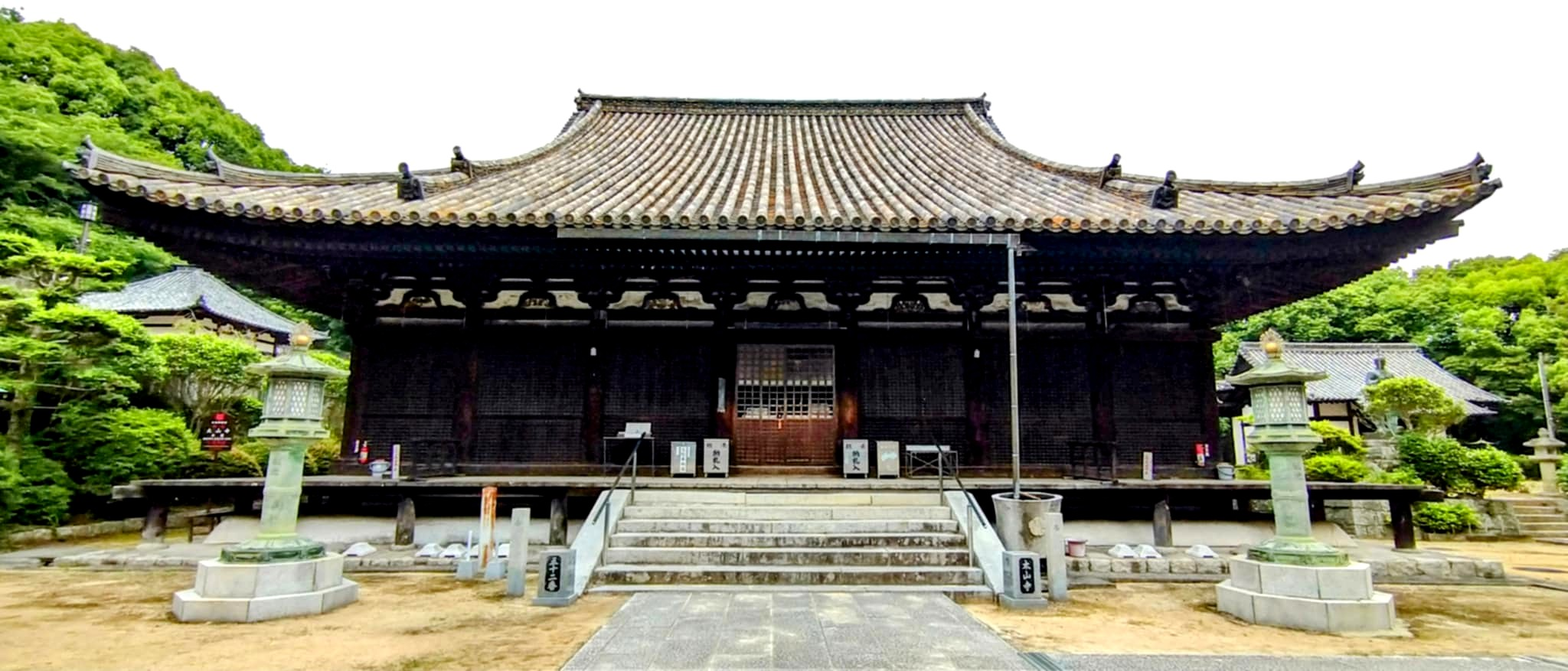
本堂

- 三の門（四天王門） - 入母屋造楼門、1683年再建[1]
- 厄除大師堂 - 厄除大師像を拝観できる。茶堂。
- 鐘楼堂 - 1655年再建。中に地獄極楽図があり、梵鐘は県指定有形文化財。
- 本堂【国宝】
- 青年大師像
- 護摩堂
- 稲荷堂
- 聖徳太子堂 - 1971年再建。聖徳太子像を拝観できる。

（伽藍エリアの上段）

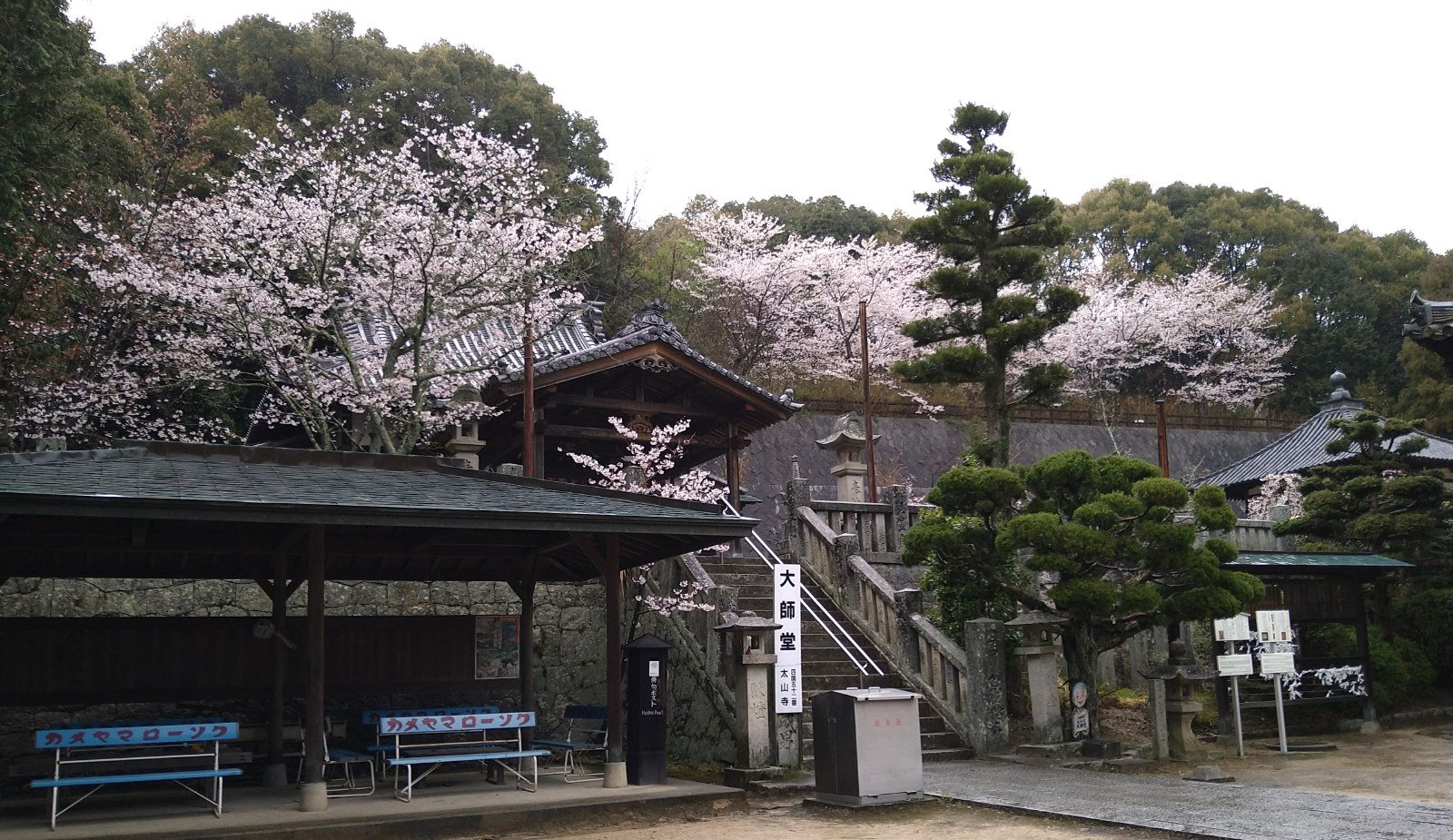
大師堂と長者堂

- 大師堂 - 1884年再建。大師像を拝観できる。
- 長者堂 - 真野長者を祀る。
- 身代観音立像（石像） - 山頂に立っていた像を修復して設置。
- 詩碑 - 坂村眞民「鳥は飛ばねばならぬ　人は生きねばならぬ」
- 西国丗三所の写し - 1848年開創。本堂の背後に28番から33番まであり、先は高浜の登り口（高浜駅より南へ約100 m)より境内までの登山道にある。

一の門から参道を行き石段の上の二の門を入り進むと左に一畑薬師、右の中門の奥に庫裏・納経所がある。さらに坂を進み右側の民家を改造した茶店の庭に「ねじり竹」があり、左側には元遍路宿が接待所（不定期で開いている）になっていて、それらを過ぎたころ右に地蔵堂、左に多くの石仏や修行大師像が、正面に手水場が、最奥に子安観音石像の堂がある。右の石段を上って三の門をくぐると右に厄除大師堂、鐘楼があって正面に本堂が建つ。本堂右に護摩堂、稲荷堂、聖徳太子堂があり、左上壇に大師堂、長者堂、身代観音がある。
- 宿坊：なし
- 駐車場：二王門側の大駐車場は50台、大型5台。納経所下の中駐車場は普通車のみで10台。

祭事や催し物のないときは三の門下近くの小駐車場まで普通車のみ通行可で6台。いずれも無料。
- 四天王門
- 鐘楼堂の絵
- 大師堂
- 青年大師像
- 西国丗三所の写し
- 聖徳太子堂
- 芭蕉の柳壟

## 文化財
国宝

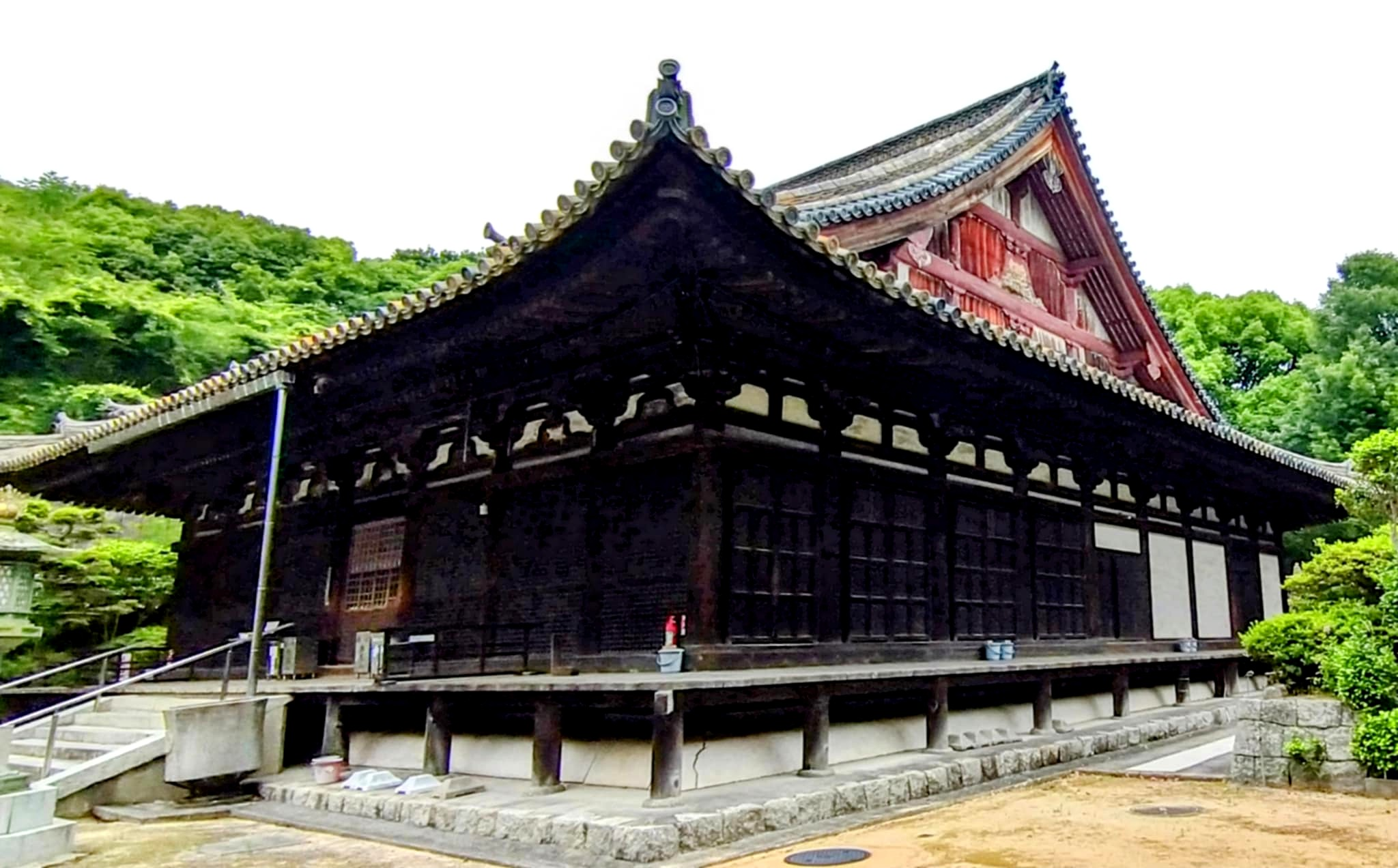
本堂側面

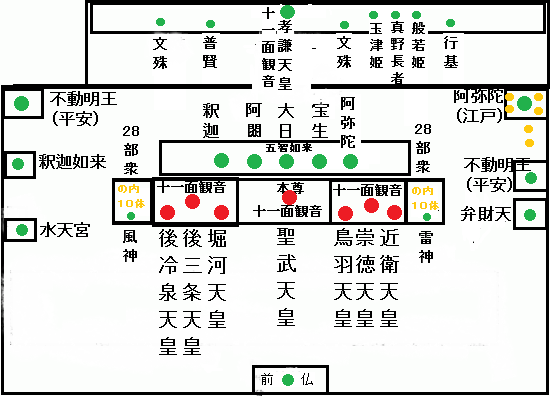
2014年開帳時の本堂内々陣の仏像配置図

- 本堂 - 鎌倉時代。明治37年（1904年）8月29日重要文化財（当時の特別保護建造物）指定、昭和31年（1956年）6月28日国宝指定[2]。

堂内から発見された墨書により嘉元3年（1305年）の建立と判明する。桁行7間 (16.38 m)、梁間9間 (20.91 m)、屋根は入母屋造本瓦葺きで木造建築としては県下最大である。柱はすべて円柱で、正面の柱間をすべて蔀（しとみ）とするなど、建築様式は和様を基調とするが、虹梁（こうりょう）の形状など細部に大仏様（天竺様）を取り入れている。堂内手前の参詣者が立ち入る部分は板敷きとする。その奥は柱間5間×5間分の床を一段高く造り、手前を畳敷きの外陣（げじん）、奥を土間の内陣とする。内陣には横長の宮殿（くうでん、厨子）を置き、7躯の十一面観音立像（秘仏）を安置する。宮殿のある内陣を土間とするのは延暦寺根本中堂など天台宗系仏堂にみられる手法である。宮殿の7躯の十一面観音立像と堂内最奥に祀られている十一面観音立像（舟形光背を有する）は、平成26年（2014年）10月18日から26日まで、50年ぶりに、宮殿の背後に祀られている五智如来や多くの仏像と共に公開された。
宮殿の両脇には二十八部衆像10躯ずつを安置する。二十八部衆のうち2躯は失われ、残りの6躯は阿弥陀如来像（江戸時代）の周囲に安置されている。
重要文化財

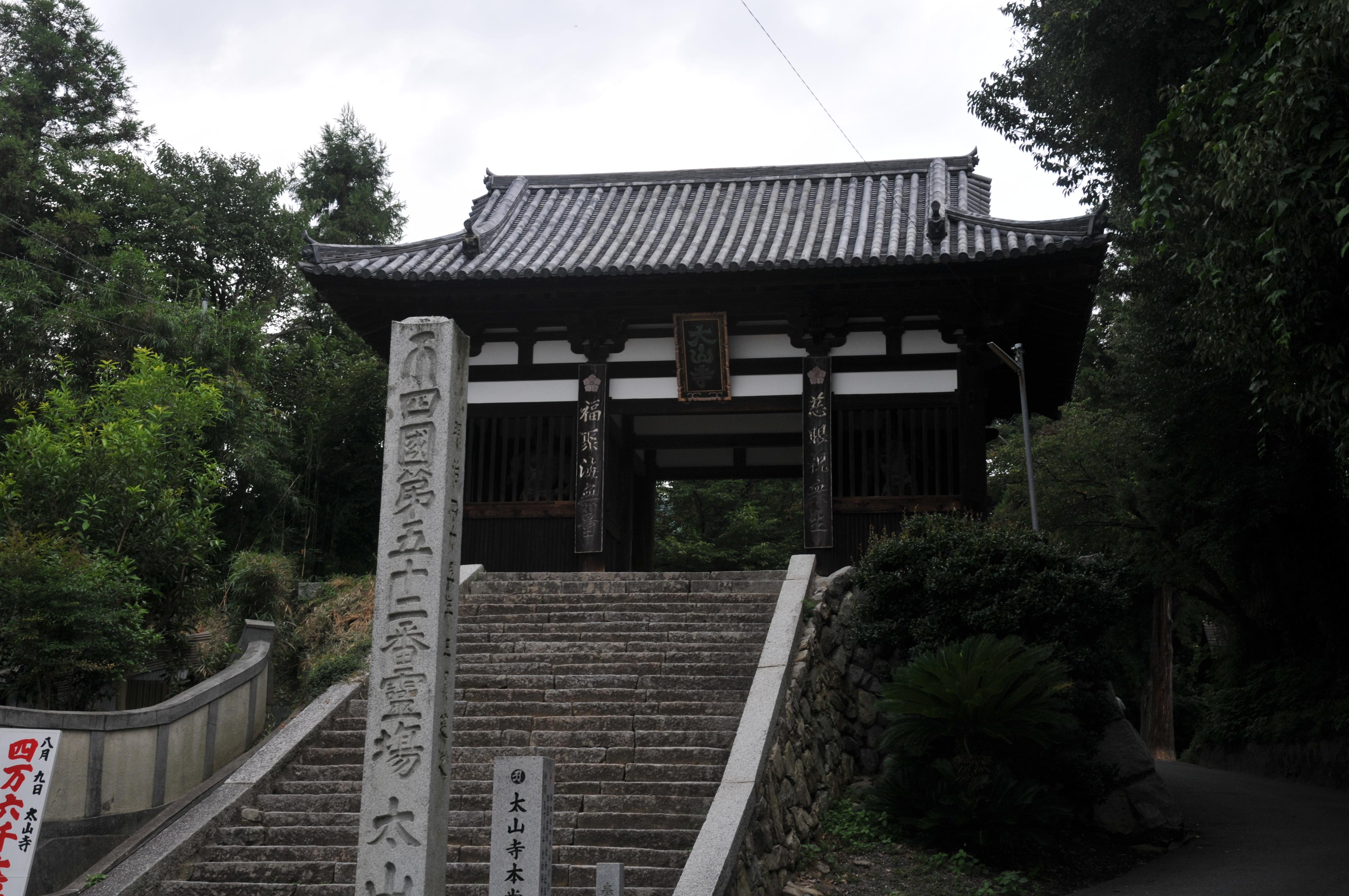
二王門

- 二王門 - 入母屋造本瓦葺き八脚門。鎌倉時代。明治37年（1904年）8月29日指定[5]。
- 木造十一面観音立像 1躯 - 当寺本尊で秘仏。像高155.4 cm、古色。頭身部は一木彫成で、左手の前膊半ばと右手の肩及び前膊半ばと背板は矧（はぎ）付け。昭和32年（1957年）2月19日指定[6]。2014年に開帳され次回は50年後の2064年である[7]。

本堂の横長の大型宮殿（くうでん）は3区に分けて中央に安置。宮殿内部いっぱいの大きさの金色の舟形光背を負い左手は臂ひじを曲げて宝瓶を持ち、右手は下に垂らして掌を前にして開き、第1・3・4指を曲げて立つ。寺伝に聖武天皇の奉納とされるものだが、実際の制作は平安時代後期と推定される。
- 木造十一面観音立像 6躯 - 明治34年（1901年）3月27日指定[8]。

本堂宮殿の左右の区に3躯ずつ安置。2躯は檜材、4躯はカツラ材の一木造り。いずれも金色の輪光（頭光）を負う。像高はそれぞれ147.3 cm、152.4 cm、144.5 cm、143.8 cm、156.3 cm、150.7 cm。平安時代後期作。
寺伝では後冷泉天皇以下、後三条、堀河、鳥羽、崇徳、近衛の歴代天皇の奉納とされるが、6躯の形式や作風がほぼ同じであることから、各像はほぼ同時期の作と認められる。
愛媛県指定文化財
- 絹本著色弘法大師像 - 鎌倉時代中期以前の作とされる、縦113 cm、横118 cm。昭和40年（1965年）4月2日指定[10]。
- 梵鐘 - 高さ116 cm、直径61 cm、鋳銅製、1383年作。昭和40年（1965年）4月2日指定[11]。
- 木造五智如来坐像 5軀 - 令和2年2月18日指定。平安時代後期（12世紀）作の金剛界大日如来を中心に、等身の四仏が揃う五智如来[12]。
- 木造金剛力士立像 2軀 - 令和6年2月16日指定。平安時代後期（12世紀）作、推定檜材で一木割矧造、像高270 ㎝。二王門安置[13]。

松山市指定有形民俗文化財
- 算額 - 嘉永5年（1852年）山崎昌竜門人花山金次郎直孝奉納。本堂内陣に掲額。非公開。平成16年（2004年）11月11日指定[14]。
- 納札 - 昭和42年（1967年）5月24日指定[15]。

## 交通
鉄道
- 四国旅客鉄道（JR四国） 予讃線 – 伊予和気駅 下車 (2.5 km)

バス
- 高浜線三津駅より伊予鉄バス 三津ループ線に乗車「太山寺」下車 (0.5 km)

道路
- 一般道：愛媛県道183号辰巳伊予和気停車場線 一の門 (0.8 km)

## 奥の院
経ヶ森
聖武天皇が金光明経と法華経の写経を埋めたと伝わることから経ヶ森（標高203 m）、経ヶ森から南東へ約200 mのピークは弘法大師が護摩供を修したことから護摩ヶ森（標高170 m）と云われる。本堂から緩い坂を500 mそして険しい登山道200 mで頂上に至り、不動明王を祀る小さな祠と太山寺発祥の地の石碑と最も高い所に十一面観世音菩薩立像があるが、観音像は、2001年の芸予地震で石像が崩れたためブロンズで再建されたものである。崩れた石像は大師堂の壇に修復され身代観音として立っている。ここからは高縄山系や堀江海岸そして松山観光港やターナー島が展望できる。
- 所在地：愛媛県松山市高浜町5丁目 （経ヶ森）

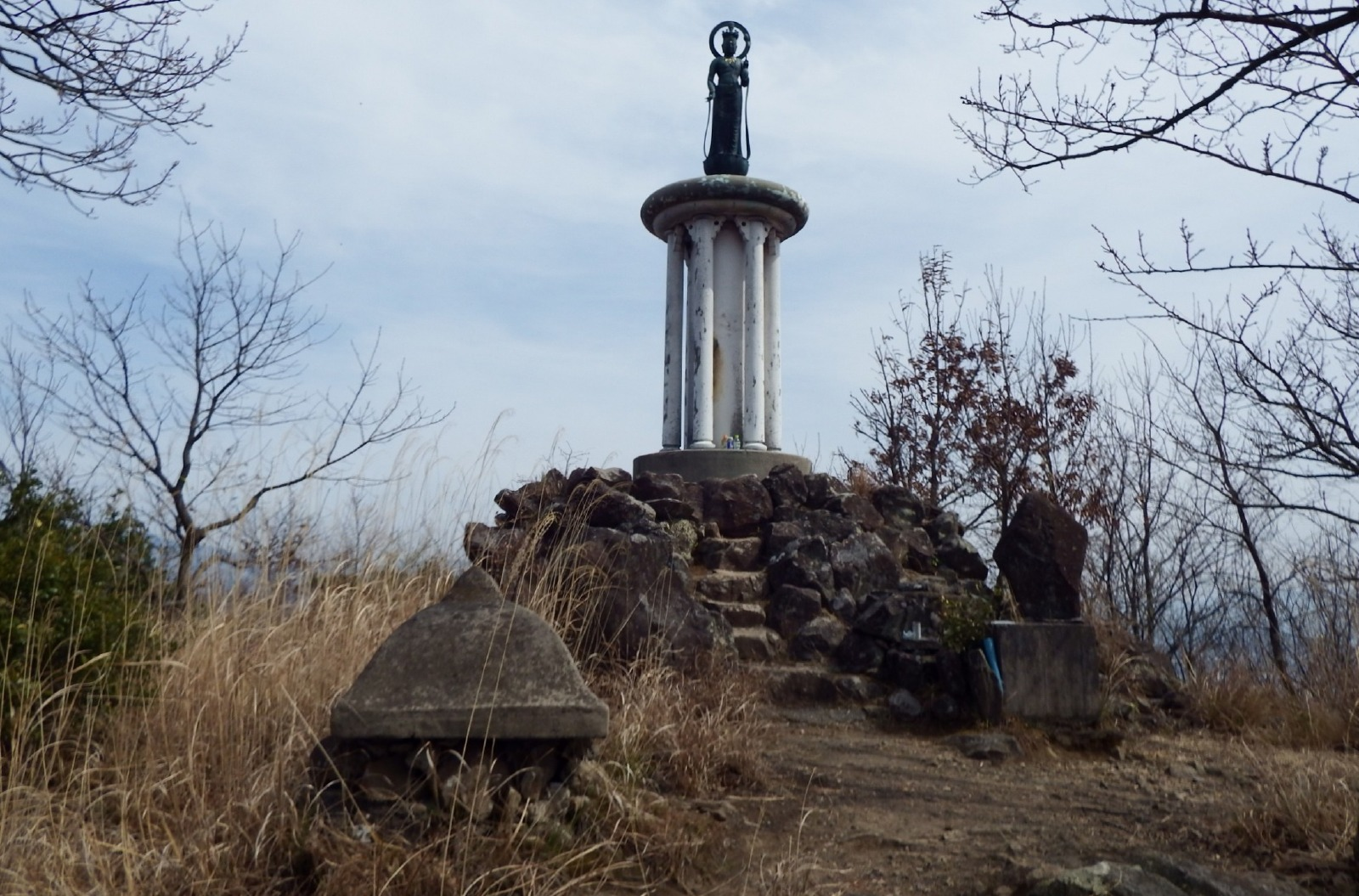
十一面観音立像と石碑
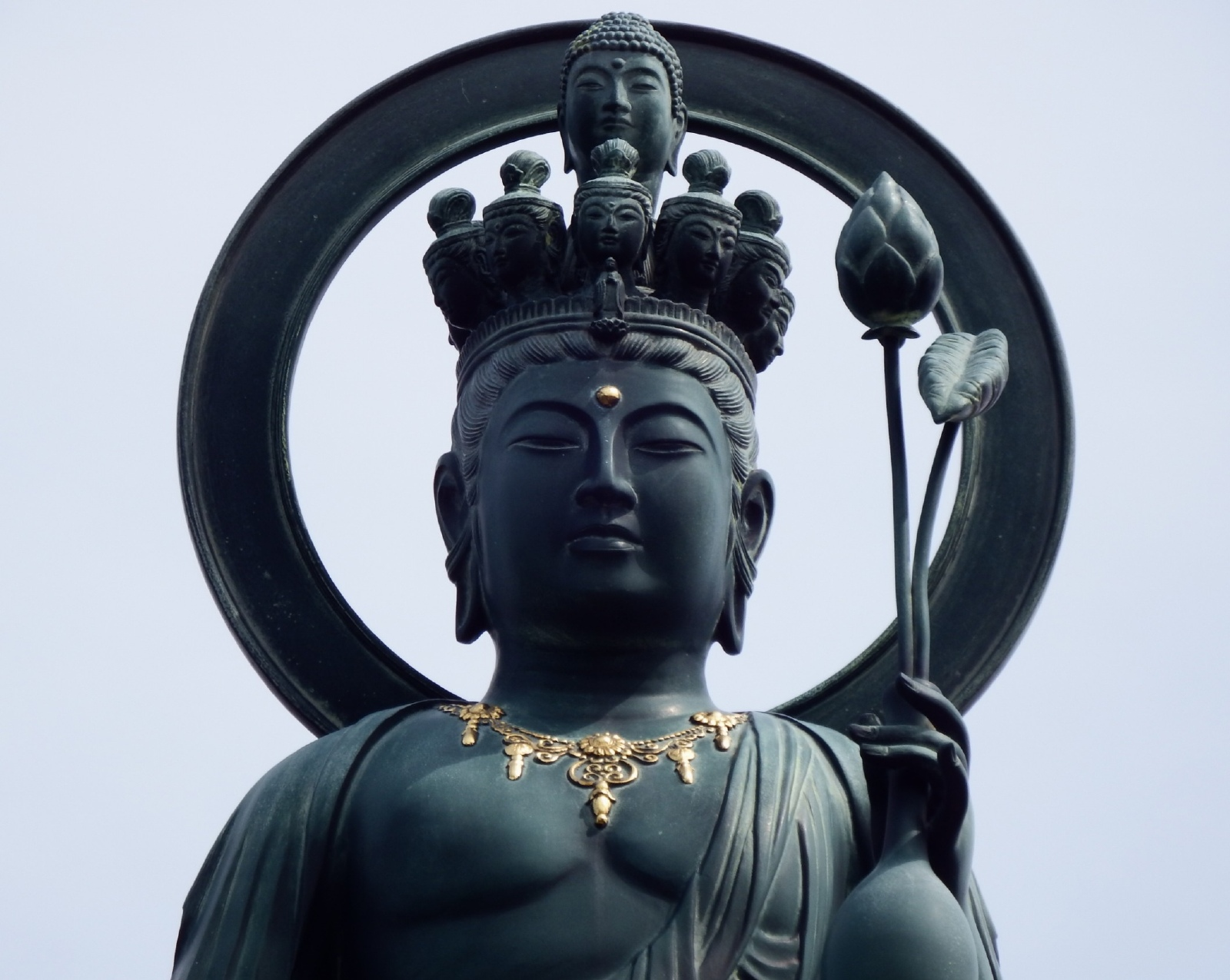
拡大
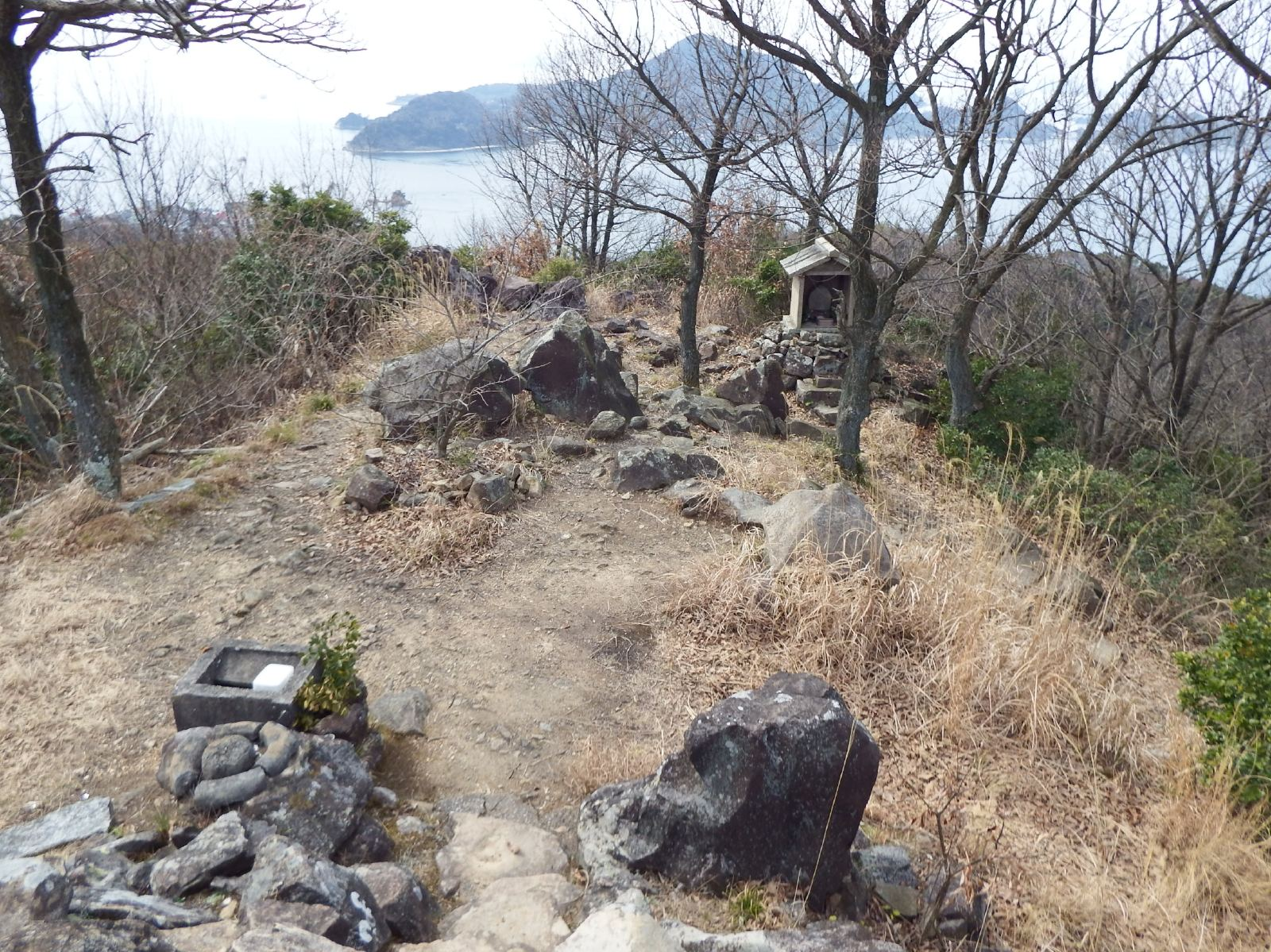
山頂広場
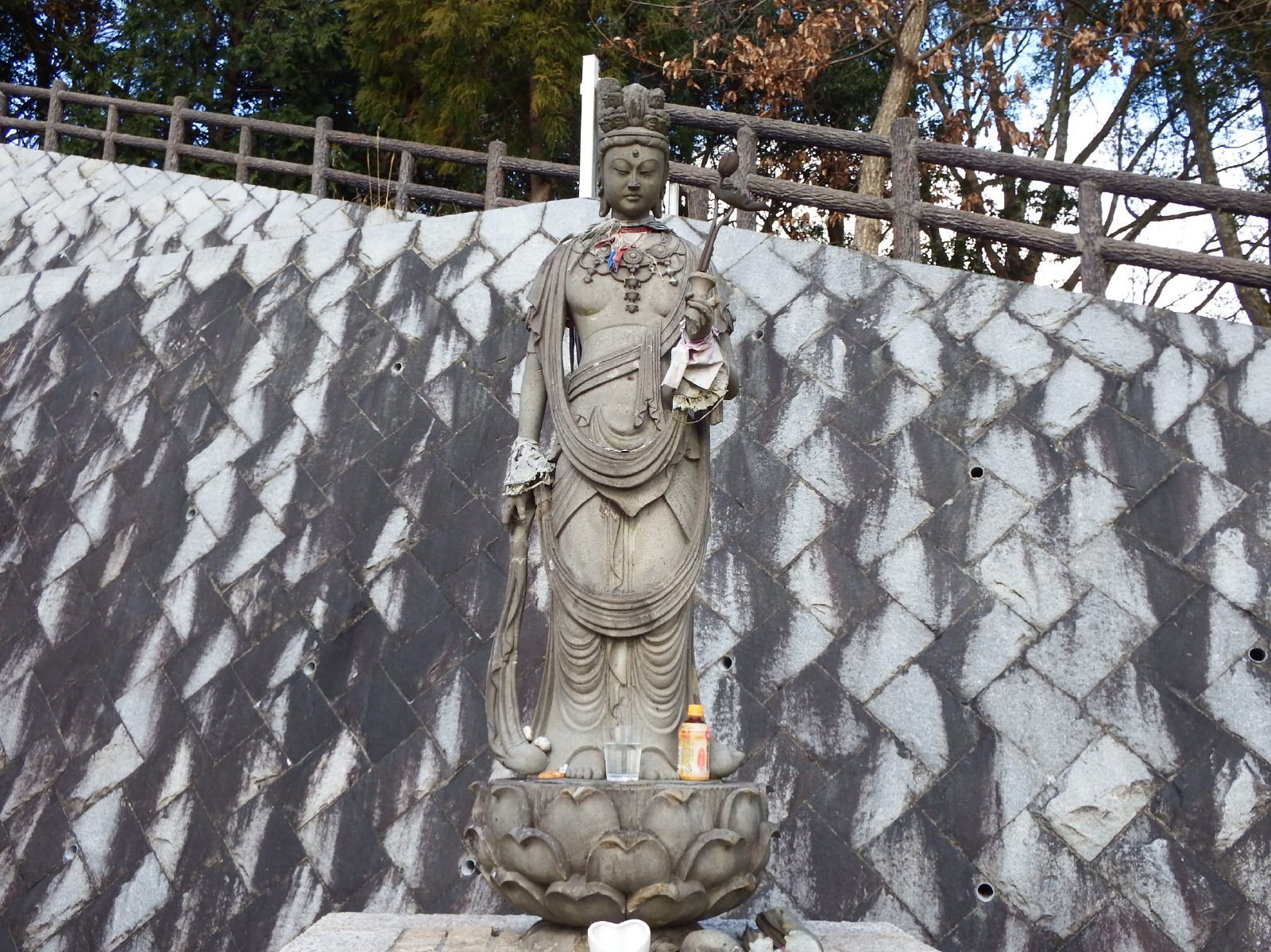
以前に設置されていた観音像

## 前後の札所
四国八十八箇所
51 石手寺 --(10.7 km)--  52 太山寺 --(2.5 km)-- 53 圓明寺
伊予十三仏霊場
2 浄土寺 -- 3 太山寺 -- 4 円福寺